# Fontaine Desaix (Charles Percier)
Ne doit pas être confondu avec Fontaine Desaix (Claude-François-Marie Attiret), Fontaine Desaix (Michel et Antoine Channeboux) ou Fontaine Desaix (Pierre Laurent).
Pour les articles homonymes, voir Desaix (homonymie).
La fontaine Desaix est une fontaine érigée en l'honneur du général Louis Charles Antoine Desaix (1768-1800). Elle est l'œuvre de l'architecte Charles Percier. Installée à Paris, sur la Place de Thionville en 1803, elle est démontée en 1874 puis transférée — en grande partie — à Riom en 1906. 
La fontaine Desaix de Percier est aujourd'hui l'une des trois fontaines riomoises dédiées à Desaix.
Selon Jacques Hillairet, cette fontaine serait le premier monument élevé à Paris pour honorer une personne qui n'était pas un monarque.

## Historique
Des monuments patriotiques sont projetés, faisant partie d'un programme d'embellissement de Paris et renforçant la popularité et le prestige du Consulat.
Le 26 juillet 1800, une souscription publique est lancée pour financer l'érection d'une fontaine et d'un monument, sur la place Dauphine (nommée place de Thionville de 1792 à 1814), à la gloire du général Desaix mort au champ d'honneur.
L'architecte néoclassique Charles Percier s'en voit confier l'édification. La sculpture est l'œuvre d'Augustin Félix Fortin.
La première pierre est posée par Emmanuel Pastoret, au nom de l'assemblée générale des souscripteurs, le 12 septembre 1801. La plaque commémorative de cette cérémonie est conservée à Paris au musée Carnavalet.
La fontaine est inaugurée par le Premier consul Napoléon Bonaparte, le 14 juin 1803 (25 prairial an XI), date anniversaire de la bataille de Marengo, durant laquelle Desaix est tombé.

## Description
Le monument, haut d'une dizaine de mètres, se compose d'un bassin rond en eaux au milieu duquel s'élevait un piédestal en forme de pylône cylindrique en marbre, surmonté d'un groupe sommital sculpté à l'échelle presque double de nature représentant la France sous les traits d'une guerrière vêtue à l'antique et casquée, couronnant de laurier un buste en hermès du général Desaix.
Le piédestal est orné de plusieurs bas-reliefs (aujourd'hui à Paris au musée du Louvre).
Ce piédestal est gravé de plusieurs citations, notamment les dernières paroles attribuées à Desaix : « Allez dire au Premier Consul que je meurs avec le regret de n'avoir pas assez fait pour la postérité. », phrase sans doute apocryphe quand on connaît les circonstances de sa mort.
À hauteur d'homme, quatre mascarons de bronze déversent un jet d'eau dans le bassin. Depuis la restauration de cette fontaine dans les années 1980, ces quatre mascarons ont disparu.

## Transfert du monument

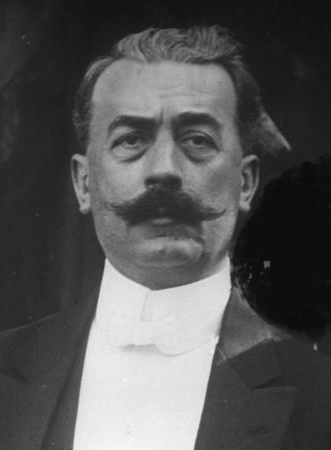
Étienne Clémentel, initiateur du transfert de la fontaine de Paris à Riom en 1906.

En mauvais état, la fontaine est démontée en 1874 à l'occasion de la restructuration de la place Dauphine. Il est prévu de la reconstruire rapidement. Un projet de reconstruction de la fontaine prévoit un remontage à l’emplacement situé au croisement de l'avenue Rapp et de l'avenue Bosquet, face au pont de l’Alma. Mais des difficultés techniques quant à la complexité et au coût de l'opération apparues lors de son démontage entraînent son dépôt dans les réserves de la Ville de Paris.
Le groupe sommital de Paris est transféré en 1906 à Riom, sur une fontaine de la place Jean-Baptiste Laurent. Une maquette en bronze du piédestal de cette fontaine est conservée à Châteauroux au musée Bertrand.

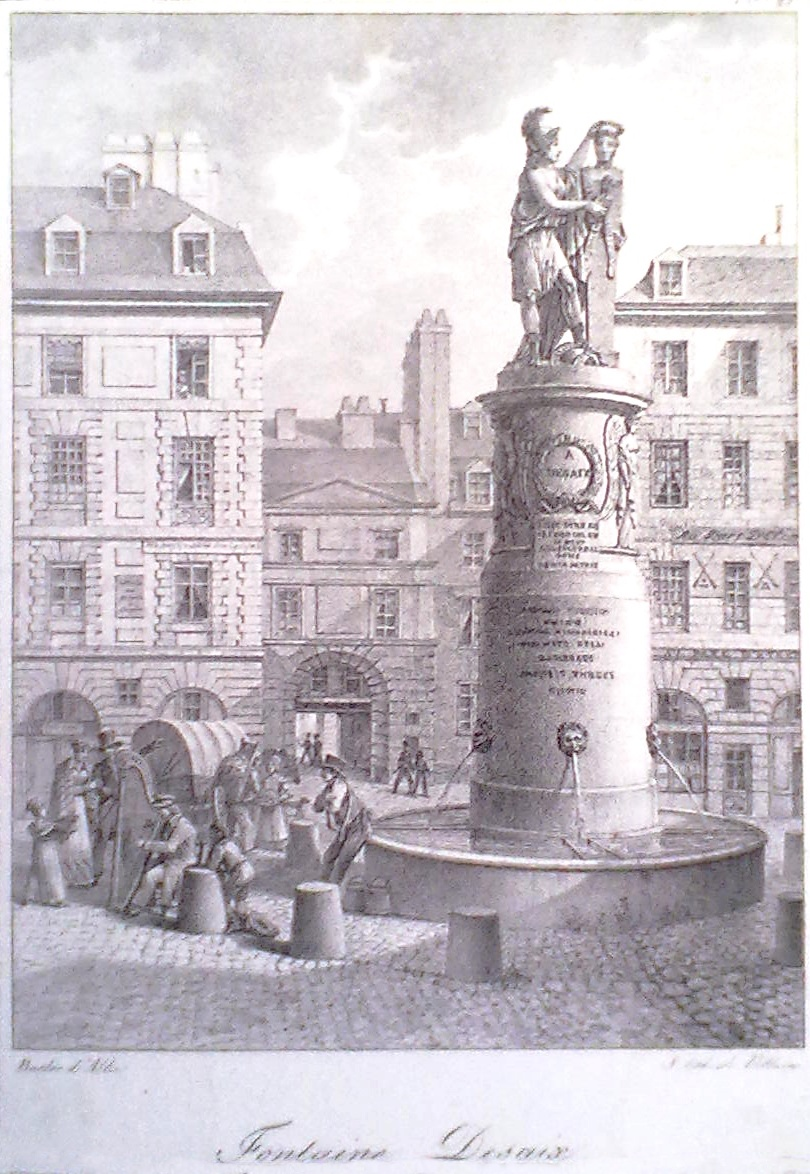
Louis Albert Guislain Bacler d'Albe, La Fontaine Desaix, lithographie (début XIXe siècle).
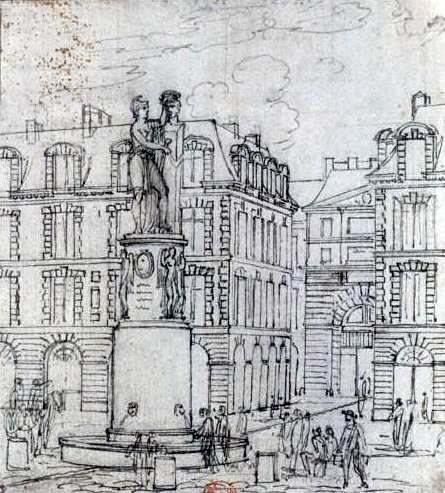
Jacques François Joseph Swebach-Desfontaines, La fontaine Desaix, dessin, Paris, BNF.
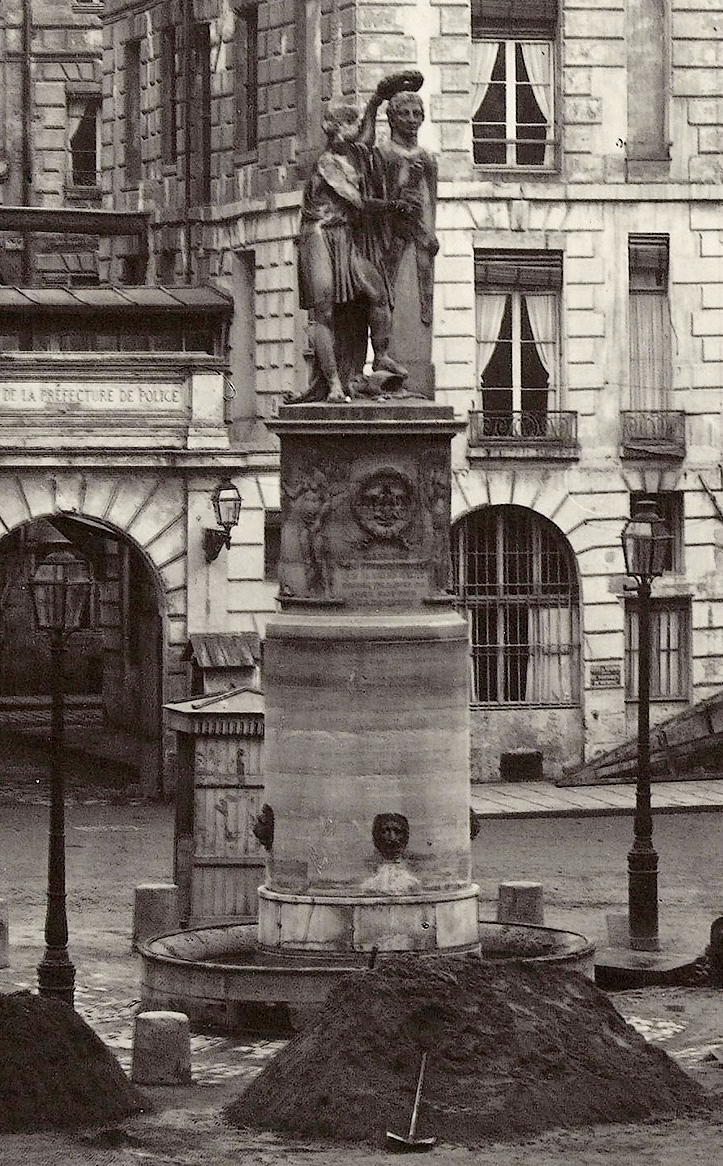
Fontaine Desaix, Paris, place Dauphine, détail d'une photographie de Charles Marville (1865).
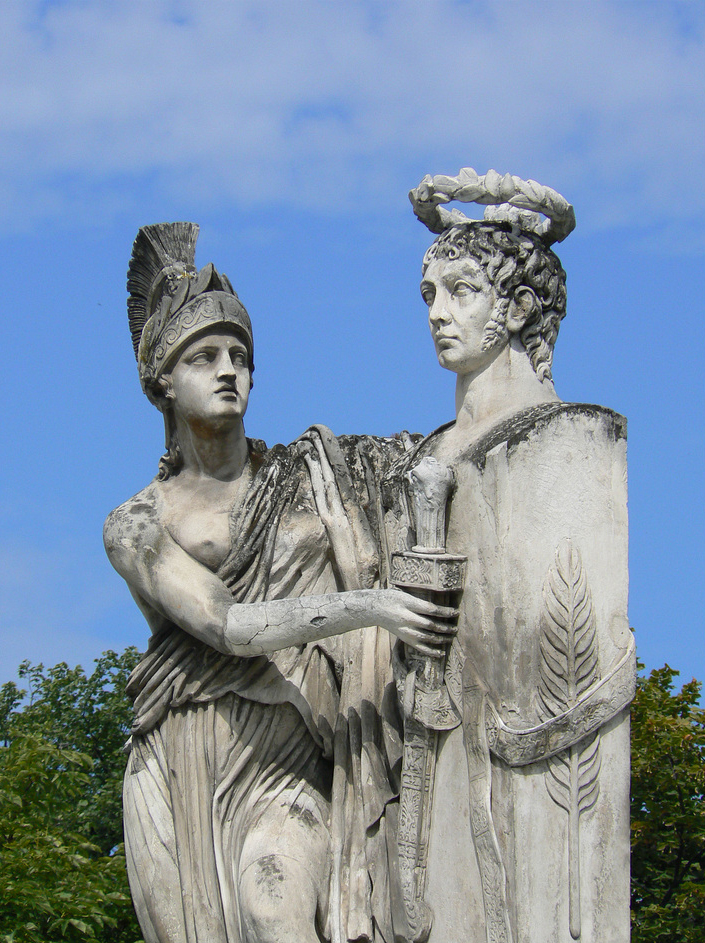
Détail du groupe sommital de la fontaine, Riom, place Jean-Baptiste Laurent.